# 歌曲
歌曲（かきょく）は、クラシック音楽における独唱声楽曲（または小人数の重唱声楽曲）のジャンルの代表的なものである。特に18世紀後半から19世紀初頭にかけて確立し、ロマン派時代に興隆を迎えた様式を指す。

## 概念
ドイツではリート（LiedあるいはKunstlied。複数形はリーダー）と呼ぶ。明治時代に西欧音楽が輸入された際、このリートの訳語として「歌謡曲」が使用された。しかし日本ではのちに「歌謡曲」はポピュラー音楽を指すようになった(詳細は歌謡曲参照)。
フランスでは芸術歌曲をメロディ、通俗的・大衆的なものをシャンソンと呼ぶ。ただし、エリック・サティの一連の歌曲など両者にはどちらにも分類しうる中間層的なものが存在する。イタリアでは芸術歌曲をロマンツァ、通俗歌曲をカンツォーネと呼ぶ。ここにもフランチェスコ・パオロ・トスティなどの中間層が存在する。イギリスではアート・ソングなどと呼ぶ。
オペラ、オラトリオなどの大規模な声楽作品の中の1曲や一部分としての声楽曲は歌曲とは通常呼ばない。アリア、カヴァティーナ、カバレッタその他、その性格によって呼び分けている。これらがオーケストラをともなうのに対し、歌曲はピアノ伴奏で歌われるものが大部分であるが、19世紀末から20世紀前半にかけてはオーケストラ伴奏の歌曲も作曲されるようになった。

## ドイツ歌曲
一般的に知られるドイツ歌曲は、古典派時代に先駆的な作品が生まれ、ロマン派時代に発展したものである。オペラから切り出したアリアや演奏会用アリアではなく、独立した詩歌に音楽を付けてひとつの完結した音楽作品としてまとめたものである。オーストリアやスイスのドイツ語圏など、厳密にはドイツと別個の国のものも多く含まれ、実態としてには「ドイツ語歌曲」であるが、英語やフランス語と異なりドイツ語は近隣の同民族間でのみ母国語化しているため、厳密に峻別されることは少ない。その点では「ドイツ文学」や「ドイツオペラ」と同様である。
この背景には、ロマン派文学の詩人の活躍がある。ゲーテ、シラー、メーリケ、アイヒェンドルフらの詩作に霊感を刺激されて多くの作曲家が歌曲に取り組み、様々な表現を創造、発展させた。
18世紀末に活躍したモーツァルトの歌曲は、イタリア・オペラのアリエッタ（小規模なアリア）風の作品から始まり、単純な有節形式の小曲が多いが、ゲーテの詩による『すみれ』、あるいはカンペの詩による『夕べの想い』や、まるでオペラの一場面であるかのような『ルイーゼが不実な恋人の手紙を焼いたとき』などは通作形式で作曲され、内容的にもロマン派の世界をうかがわせるものとなった。
ベートーヴェンも『はるかな恋人に』で連作歌曲を導入したが、ドイツ歌曲を大きく発展させたのはシューベルトである。彼の600曲以上の歌曲作品は単独の作品のほか、『美しき水車小屋の娘』、『冬の旅』、そして死後出版社がまとめたものではあるが『白鳥の歌』の「3大歌曲集」がよく知られ、演奏・録音頻度も高い。他にも、ゲーテの『ヴィルヘルム・マイスターの修業時代』による竪琴弾きやミニヨンの歌、『ファウスト』に主題を得た一連の歌曲が知られるが、これらは必ずしも一気に書かれたものではない。シューベルトは選んだ詩の全体的な気分を反映して、民謡調で自然や恋を描く曲から近代的な疎外感を描いたものまで多様な音楽を創造し、ドイツ・リートを確立したといってよい。
その後メンデルスゾーンやバラードのジャンルで知られるレーヴェなどを経て、シューマンがクララ・ヴィークとの結婚を控えた1840年（歌の年）に一気に大量の歌曲を創作した。シューマンはその後も歌曲の作曲を続け、シューベルトに続きドイツ・リートの世界を拡大した。シューマンの作品はシューベルトの多くの作品に見られる、詩から触発されて自然に流れ出たような作風と異なり、詩の選択・分析などで緻密な計算のもとで作曲され、より文学的な傾斜を強めている。シューマンはかつてピアニストも志していたこともあり、歌曲のピアノパートが充実していることも特徴の一つである。
シューマンに見出されたブラームスは主に器楽作品で知られるが、生涯を通じて多くの歌曲作品を作曲している。交響曲や協奏曲と同様に重厚な作風と共に平明素朴な民謡調も見せるのが興味深い。実際、当時の民謡ブームを反映した『ドイツ民謡集』を作曲・編纂している。著名な『子守歌』『眠りの精』はこの作品集に含まれる。重要な歌曲作品としては連作歌曲集『マゲローネのロマンス』や、『4つの厳粛な歌』、単独の作品として有名なものでは、作品43に含まれる『永遠の愛』Von ewiger Liebeや『五月の夜』Die Mainachtなどがある。
ワグネリアンでもあったヴォルフはゲーテ、メーリケ、アイヒェンドルフなど特定の詩人の作品に短期集中的に取り組んで「歌曲集」として作曲を行い、独特の語るような旋律で詩の内容に鋭く迫る作品を残した。一方、イタリアなど南欧への憧れを反映した『イタリア歌曲集』『スペイン歌曲集』では、集中力は維持しながらも陽気で開放的な作品も見られる。
さらにドイツ・リートはマーラーとリヒャルト・シュトラウスに引き継がれた。マーラーは民謡調の詩に好んで作曲し、しばしば作品を自作の交響曲に転用するとともに歌曲自体もオーケストラ伴奏のものを多く残した。シュトラウスは濃厚な後期ロマン派の作風を反映した作品を残したが、晩年の作品では彼のオペラ同様に枯れた印象を与える。『4つの最後の歌』の第4曲『夕映えに』はそうした諦念を示しており、ロマン派の幕引きのような曲となった。
他にリスト、ワーグナー、フランツ、レーガー、プフィッツナー、ツェムリンスキー、シュレーカーなども特徴のある作品を残している。
シェーンベルクをはじめとした新ウィーン楽派の作曲家達も、初期においては後期ロマン派の作風で、後には無調や十二音技法によって優れた歌曲を残している。また、さらに後の世代の作曲家ではクレネクやハンス・アイスラー、ヘルマン・ロイターが優れた歌曲を残している。
ハンス・ヴェルナー・ヘンツェやアリベルト・ライマンのように20世紀後半以降も精力的に歌曲を作曲した、あるいは現在進行形で作曲している人物もいる。21世紀に生きる作曲家によって優れた歌曲が生み出され、演奏会や録音の重要なレパートリーとなる可能性も大いにありうる。

### 主な歌曲作曲家
古典派以降
- フランツ・ヨーゼフ・ハイドン
- ヴォルフガング・アマデウス・モーツァルト
- ヨハン・ルドルフ・ツムシュテーク
- ヨハン・フリードリヒ・ライヒャルト
- カール・フリードリヒ・ツェルター
- ルートヴィヒ・ヴァン・ベートーヴェン
- フランツ・シューベルト
- ロベルト・シューマン
- フェリックス・メンデルスゾーン
- カール・レーヴェ
- ローベルト・フランツ
- フランツ・リスト
- ヨハネス・ブラームス
- リヒャルト・ワーグナー
- フーゴー・ヴォルフ
- グスタフ・マーラー
- リヒャルト・シュトラウス
- マックス・レーガー
- ハンス・プフィッツナー
- アレクサンダー・フォン・ツェムリンスキー
- アルノルト・シェーンベルク
- フランツ・シュレーカー
- アルバン・ベルク
- アントン・ヴェーベルン
- ヨーゼフ・マルクス
- オトマール・シェック
- ハンス・アイスラー
- エルンスト・クレネク
- ヘルマン・ロイター（ドイツ語版）
- ハンス・ヴェルナー・ヘンツェ
- アリベルト・ライマン

## フランス歌曲
主な歌曲作曲家
- エクトル・ベルリオーズ
- シャルル・グノー
- ジャック・オッフェンバック
- カミーユ・サン＝サーンス
- ルイ・ヴィエルヌ
- ジョルジュ・ビゼー
- エマニュエル・シャブリエ
- ジュール・マスネ
- エルネスト・ショーソン
- ガブリエル・フォーレ
- エリック・サティ
- クロード・ドビュッシー
- モーリス・ラヴェル
- アンリ・デュパルク
- レイナルド・アーン
- フランシス・プーランク
- オリヴィエ・メシアン
- アンリ・デュティユー

## イタリア歌曲
日本で「イタリア古典歌曲」として知られる17~18世紀イタリアの作品は、19世紀末の音楽研究者パリゾッティがバロック時代のオペラのアリアなどを元にロマン派風のピアノ伴奏形式に編曲し「古典アリア集 (Arie antiche)」という題で出版したものであり、厳密には歌曲ではない作品が大半である。これら「古典歌曲」として知られる作品を除くと、オペラの国イタリアでは19世紀前半にはロッシーニやドニゼッティ、ベッリーニなどのオペラ作曲家が歌曲を書いているが、ドイツのように芸術歌曲として深く発展することはなかった。その後19世紀中期にフランチェスコ・パオロ・トスティがサロン風歌曲を多数残すが、ようやく19世紀後半になってオペラ一辺倒の風潮に異を唱えたマルトゥッチによって、本格的な芸術歌曲と呼べるようなものが書かれた。この流れを受け継ぎ、20世紀前半にはレスピーギやピツェッティなどが優れた歌曲を残している。
20世紀前半にはまた「オー・ソーレ・ミオ」に代表されるようなナポレターナ又はカンツォーネ（「イタリア民謡」と呼ばれたこともあるが本来の意味での民謡ではない）が流行するが、ピツェッティに代表される芸術歌曲とは別な物と考えるべきであろう。
主な歌曲作曲家
- ジョアキーノ・ロッシーニ
- ガエターノ・ドニゼッティ
- ヴィンチェンツォ・ベッリーニ
- フランチェスコ・パオロ・トスティ
- ジュゼッペ・マルトゥッチ
- オットリーノ・レスピーギ
- イルデブランド・ピツェッティ
- ステーファノ・ドナウディ

## イギリス歌曲
イギリスにおいては、19世紀には家庭向けの通俗的バラードが「楽譜がよく売れる」という理由もあって多く書かれていたが、本格的な芸術歌曲はドイツ、フランスからやや遅れて19世紀末から現れ始め、20世紀前半に豊かに発展した。シェイクスピア、ブレイク、テニスン、ハーディらの自国の詩に曲をつけたものの他、民謡、キャロルからの編曲も多い。
主な歌曲作曲家
- チャールズ・ヒューバート・パリー
- リザ・レーマン
- レイフ・ヴォーン・ウィリアムズ
- グスターヴ・ホルスト
- ロジャー・クィルター
- ジョン・アイアランド
- ジョージ・バターワース
- アイヴァー・ガーニー
- ピーター・ウォーロック
- ジェラルド・フィンジ
- ベンジャミン・ブリテン

## その他の国の歌曲

### 主な歌曲作曲家
ロシア
- ミハイル・グリンカ
- アレクサンドル・ダルゴムイシスキー
- モデスト・ムソルグスキー
- アレクサンドル・ボロディン
- ピョートル・チャイコフスキー
- ニコライ・リムスキー＝コルサコフ
- セルゲイ・ラフマニノフ
- ドミートリイ・ショスタコーヴィチ

チェコ
- アントニン・ドヴォルザーク
- ボフスラフ・マルティヌー

スペイン
- エンリケ・グラナドス
- マヌエル・デ・ファリャ
- ホアキン・トゥリーナ
- ヘスース・グリーディ
- フェデリコ・モンポウ
- エドゥアルド・トルドラ

ブラジル
- フランシスコ・エルナーニ・ブラガ
- エイトル・ヴィラ＝ロボス

アルゼンチン
- カルロス・グアスタビーノ
- アルベルト・ヒナステラ

アメリカ
- アーロン・コープランド
- サミュエル・バーバー
- レナード・バーンスタイン
- ネッド・ローレム

## 日本の歌曲
- 瀧廉太郎
- 山田耕筰
- 中田章
- 信時潔
- 平井康三郎
- 中田喜直
- 團伊玖磨
- 大中恩
- 林光
- 三善晃
- 木下牧子